# Chapelhall

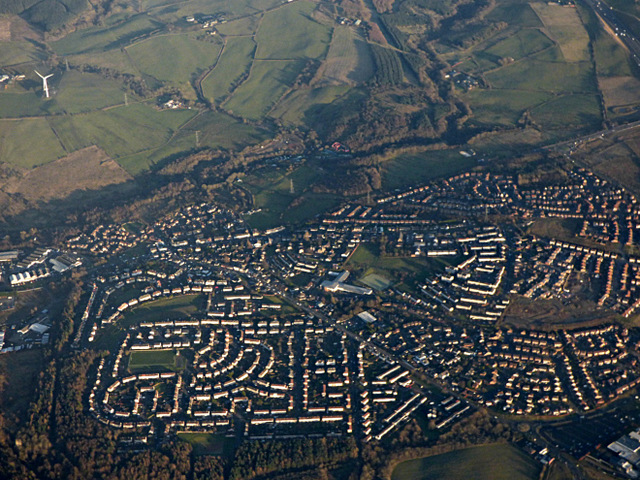
Chapelhall im Luftbild

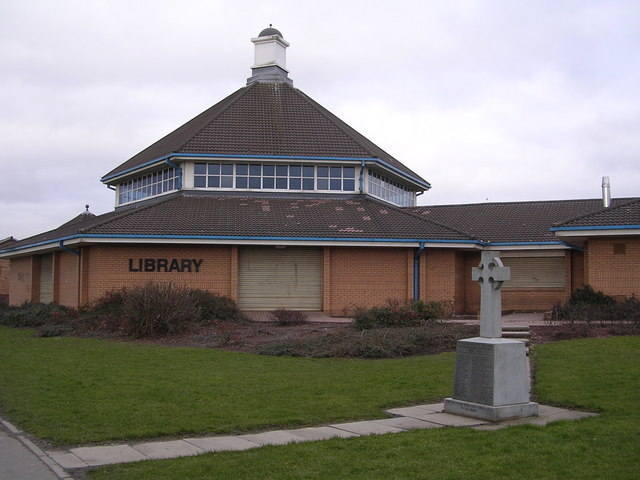
Bibliothek und Kriegerdenkmal

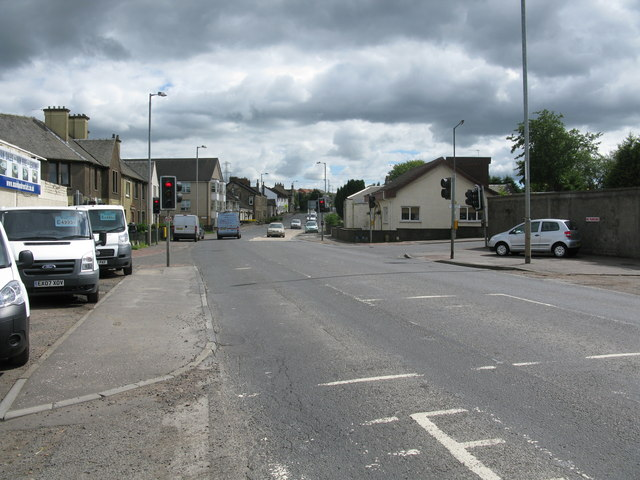
Straßenkreuzung in Chapelhall

Chapelhall ist eine größere Ortschaft, die östlich von Glasgow in der Council Area North Lanarkshire in Schottland liegt.

## Geographie
Chapelhall liegt in den Central Lowlands in einer flachwelligen Gegend, 3 Kilometer südöstlich von Airdrie. Weitere Ortschaften in der Nähe sind Gartness im Norden, Calderbank und Woodhall im Westen sowie Newhouse im Südosten. Südlich des Ortes fließt das North Calder Water.
In Chapelhall war früher die metallverarbeitende Industrie von Bedeutung. Zur Ausstattung des Ortes gehören eine Postagentur, eine Polizeistation, eine öffentliche Bibliothek, ein Gesundheitszentrum, eine Veranstaltungshalle, zwei Grundschulen, zwei Kirchen sowie Schrebergärten.

## Historisches
Im Rahmen der historischen Gliederung Schottlands in Civil Parishes zählt Chapelhall zu Bothwell, das zu Lanarkshire gehörte.
In Chapelhall sind die beiden Kirchen als Listed Building in unterschiedlichen Kategorien eingestuft worden. Diese sind die Chapelhall Parish Church sowie die St Aloysius Church.

## Verkehr
Unmittelbar südwestlich von Chapelhall verläuft die M8, die von Glasgow nach Edinburgh führt. Die zentrale Verkehrsachse des Ortes bildet die A73, die, in diesem Abschnitt, Airdrie mit Carluke verbindet.
Zwischen 1887 und 1930 gab es in Chapelhall einen Bahnhof an der Nebenstrecke der Caledonian Railway, die nach Airdrie führte.